# Oscillatore (finanza)
L'oscillatore è uno strumento utilizzato nell'analisi tecnica per studiare le oscillazioni del mercato finanziario. Come conseguenza dell'enorme sviluppo che questa disciplina ha avuto negli ultimi settant'anni ne sono stati creati numerosi e differenti.
Furono sviluppati per ottenere un'alternativa valida all'approccio del trend-following. Essi sono strumenti estremamente utili all'analista tecnico che operi in mercati privi di tendenza, dove prezzi si muovono lateralmente tra bande orizzontali, situazione in cui gli strumenti che seguono il trend non danno buoni risultati. Va comunque sottolineato come l'uso degli oscillatori può non essere limitato solo ai mercati laterali, bensì, supportati da una corretta analisi grafica e una volta individuata una tendenza ben definita, diventino un prezioso strumento per individuare condizioni estreme dovute ad eccesso di rialzo o ribasso. Aiutano inoltre ad individuare le fasi di mercato caratterizzate da una perdita di forza (momentum), fattore non ancora individuabile sui grafici tradizionali.
Indicatori e oscillatori restano comunque un aspetto secondario, cioè devono essere sempre subordinati all'analisi principale dei grafici.
Molti oscillatori sono simili fra loro, vengono solitamente collocati sul fondo dei grafici e hanno generalmente un andamento contenuto in una banda orizzontale nonostante i prezzi si muovano a rialzo, a ribasso o lateralmente. Importante da sottolineare il fatto che i minimi e massimi degli oscillatori coincidono con quelli segnati sul grafico; in linea di massima si possono identificare tre situazioni in cui l'oscillatore risulta molto utile:
1. quando il suo valore raggiunge l'estremità superiore o inferiore della propria banda di oscillazione; questo segnala che il mercato si trova in una situazione di ipercomprato o ipervenduto segnalando che la tendenza dei prezzi è troppo "tirata";
2. quando si verifica una divergenza tra gli oscillatori e la tendenza dei prezzi in posizione estrema; questa segnala una forte pericolosità della situazione;
3. il passaggio oltre la linea del valore intermedio che divide la banda orizzontale in due parti uguali può dar luogo a segnale molto importante nella direzione della tendenza del prezzo.

Alcuni dei principali indicatori e oscillatori utilizzati in analisi tecnica sono:
- Accumulation/distribution index
- Average Directional Index
- Average true range
- Bande di Bollinger - due bande che contengono quasi sempre la volatilità dei prezzi
- Commodity Channel Index - confronto prezzo con il valore di una media mobile in un certo periodo di tempo
- Intraday intensity
- MACD - convergenza e divergenza delle medie mobili
- Media mobile - media dei prezzi di un determinato periodo
- Momentum - misura ritmi di salita o discesa
- On balance volume - ideato per misurare il flusso di volumi in entrata e in uscita da uno strumento finanziario
- Parabolic SAR - curva paraboliche che indica buoni livelli per uno stop loss durante un trend rialzista o ribassista
- Point and figure charts - tipo di grafico che prende in considerazione solo i prezzi e non il tempo
- Rate of change - molto simile al momentum
- Relative Strength Index - indice di forza relativa
- Stochastic oscillator - relazione tra prezzo di chiusura più recente e il range dei prezzi di un determinato periodo
- Volatilità - indica l'ampiezza della variazione di prezzo di un titolo
- Volume - indica la quantità scambiata durante un determinato periodo di tempo
- William %R
- Zig Zag